# Timo Vuorensola
Timo Vuorensola, né le 29 novembre 1979 à Tampere dans le Pirkanmaa, est un acteur et réalisateur finlandais.

## Biographie

### Jeunesse
Timo Vuorensola est né le 29 novembre 1979 à Tampere dans le Pirkanmaa.

### Carrière

#### Cinéma
Timo Vuorensola débute, en 1995, comme technicien du son pour Star Wreck IV: Kilpailu de Samuli Torssonen, le créateur de cette série parodique à la Star Trek depuis 1992, avant qu'il ne décroche un rôle du lieutenant Dwarf dans Star Wreck V: Lost Contact de Rudi Airisto, en 1997. L'année suivante, 1998, il réalise son premier court-métrage Norjalainen huora, littéralement en français La putain norvégienne, dans lequel il joue également sous le pseudonyme de Gösta Vuorensola, ce qui lui permet, en 2005, de tourner son premier long-métrage Star Wreck: In the Pirkinning en tant qu'acteur et designer sonore.
Grâce à Energia Productions de Samuli Torssonen, il coécrit avec le scénariste Michael Kalesniko et réalise un film de science-fiction (Iron Sky) qui sort en 2012.
Il réalise ensuite le deuxième opus Iron Sky 2, un film aussi décalé que le précédent, qui sortira le 16 janvier 2019 en Finlande.

#### Musique
Timo Vuorensola est également un chanteur du groupe bruitiste d'ambient et de trip hop baptisé Älymystö, fondé en hiver 2002.

## Filmographie

### Réalisation

#### Films
- 2005 : Star Wreck: In the Pirkinning
- 2012 : Iron Sky
- 2019 : Iron Sky 2
- 2022 : Jeepers Creepers : Reborn
- 2025 : The Ark: An Iron Sky Story

#### Court-métrage
- 1998 : Norjalainen huora

### Acteur
- 1997 : Star Wreck V: Lost Contact de Rudi Airisto : Lieutenant Dwarf
- 1998 : Norjalainen huora de Timo Vuorensola (court-métrage)
- 2005 : Star Wreck: In the Pirkinning de Timo Vuorensola : Lieutenant Dwarf